# Mirari vos
Mirari vos, ponekad nazivan i Mirari vos arbitramur, četvrta je enciklika pape Grgura XVI., objavljena u kolovozu 1832. godine. Bila je upućena "svim patrijarsima, primasima, nadbiskupima i biskupima katoličkoga svijeta", što znači da je njezin sadržaj bio namijenjen širokoj publici i općoj problematici, za razliku od njegove tri prethodne enciklike, koje su bile namijenjene specifičnijim skupinama unutar Papinske Države i Kraljevine Poljske.

## Povijesni kontekst
Francuski katolički svećenici Felicité de Lamennais i Henri Lacordaire te publicist Charles de Montalembert pokrenuli su u listopadu 1830. godine novine L'Avenir (Budućnost). Premda je taj list snažno zagovarao ultramontanizam, podržavajući autoritet pape protiv nacionalističkih i sekularističkih ideja, istodobno je promovirao i liberalne reforme kao što su proširenje biračkoga prava, odvajanje Crkve od države te univerzalna sloboda savjesti, obrazovanja, okupljanja i tiska. Njegovi su urednici smatrali kako nema proturječja između katoličke vjere i liberalnih ideja. Međutim, konzervativna francuska crkvena hijerarhija njihove je stavove smatrala opasnim i apsurdnim, vjerujući da su državna religija, gotovo potpuni katolički monopol u obrazovanju i vladar pomazan od Boga temelj svakog istinski kršćanskog društva. U studenom 1831. Lamennais i Montalembert otišli su u Rim kako bi od pape Grgura XVI. dobili potvrdu da su stavovi izneseni u njihovim novinama u skladu s katoličkim naukom.
Iako su ga pritiskale francuska vlada i crkvena hijerarhija, papa Grgur XVI. radije se ne bi službeno očitovao o tom pitanju. Nakon znatnih prepreka, dvojica urednika primljena su kod pape 15. ožujka 1832., ali pod uvjetom da se političke teme ne spominju. Susret je navodno bio srdačan i bez većih događaja. Međutim, vodeći konzervativni državnik Klemens von Metternich, čije su austrijske postrojbe jamčile stabilnost Papinske Države, inzistirao je na službenoj osudi Lamennaisovih ideja.
Papini savjetnici smatrali su da bi šutnja značila prešutno prihvaćanje Lamennaisovih stajališta. Stoga je enciklika Mirari vos, objavljena u kolovozu iste godine, kritizirala stavove Felicitéa de Lamennaisa, iako ga nije izričito spominjala imenom.

## Sadržaj enciklike
Papa Grgur XVI. na početku dokumenta obrazložio je razloge zbog kojih je odgađao objavljivanje opće enciklike.
U dokumentu je izrazio potporu "kršćanskoj slobodi" (što je ostalo nejasno definirano), istaknuo je crkveni autoritet pape te izrazio zabrinutost zbog prebliskih veza između klera i državnih vlasti. Posebno je osudio one koji su zagovarali pravo svećenika na brak, naglasivši: "Molimo vas da svim silama opravdavate i branite zakon o kleričkom celibatu propisan svetim kanonima, na koji razvratnici sa svih strana usmjeravaju svoje otrovne strijele." Također je osudio zagovaratelje razvoda braka i tajna društva koja su nastojala svrgnuti legitimne vlade u talijanskim državama.
Papa je oštro napao i vjersku ravnodušnost, odnosno stav da su sve religije jednako dobre. Upravo je taj stav smatrao temeljem zahtjeva za slobodom savjesti. Prema njegovu mišljenju, država ima dužnost spriječiti širenje lažnih i nemoralnih učenja te je stoga osudio ideju potpune slobode tiska. Papa je u enciklici izjavio:
»Neki su toliko zaslijepljeni da ustrajno tvrde kako se poplava zabluda koje proizlaze iz slobode tiska može dovoljno nadoknaditi objavom poneke knjige koja brani religiju i istinu. No svaki zakon osuđuje svjesno činjenje zla, pa čak i onda kad postoji nada da bi iz toga moglo proizaći neko dobro. Postoji li itko priseban tko bi dopustio da se otrov slobodno dijeli, javno prodaje, skladišti ili čak pije, samo zato što postoji neki protulijek kojim se ljudi eventualno mogu ponovno spasiti od smrti?«
Na kraju, enciklika Mirari vos nije zadovoljila ni pristaše ni protivnike Felicitéa de Lamennaisa.

## Kasniji razvoj događaja
Papa Grgur XVI. naknadno je uputio pismo pod nazivom Litteras accepimus, 5. listopada 1833., Claude-Louis de Lesquenu, biskupu Rennesa, poznatom kao "C.L.", a vezano uz Lamennaisovo kontinuirano odbijanje da prihvati upute enciklike Mirari vos. Ovo je pismo spomenuto i u uvodnom dijelu kasnije enciklike Singulari nos. U istom pismu papa spominje i ranije upućeno pismo nadbiskupu Toulousea, Paulu-Thérèse-Davidu d'Astrosu, koji je bio jedan od prvih francuskih biskupa kritičnih prema Lamennaisu. Grgur je u Litteras accepimus naložio Lesquenu da se osobno sastane s Lamennaisom te provjeri njegovu spremnost da se pokori papinom autoritetu.
Dana 29. studenoga 1833. papa je poslao Lesquenu još jedno pismo pod naslovom Quod litteris. U njemu se Grgur osvrnuo na daljnju korespondenciju između Lamennaisa i Lesquena, kao i između samog Lamennaisa i pape (od 5. studenoga 1833.), koja ga je razočarala jer Lamennais nije jasno i bez ikakve dvojbe iskazao svoju pokornost. U pismu Quod litteris papa ponovno rezimira poruku enciklike Mirari vos, nazivajući je "našom enciklikom", te je opisuje kao izjavu doktrine koja "podsjeća na najsvetija pravila Svetoga pisma, tradicije, kanona, crkvenih otaca i crkvene discipline".

## Slobodno zidarstvo
Premda se u ovom dokumentu slobodno zidarstvo ne spominje izričito, autor članka u Katoličkoj enciklopediji ipak smatra kako ovaj dokument pripada među papinske izjave usmjerene protiv slobodnog zidarstva.